# Gaetano Pugnani
Gaetano Pugnani   (Torí, 27 de novembre de 1731 - Torí, 15 de juliol de 1798) va ser un violinista i compositor italià.
Va ser un dels principals compositors actius al Piemont durant el segle XVIII: alumne de Giovanni Battista Somis, es va convertir en primer violí de la cort, i va ser considerat un dels principals violinistes d'Europa. Va ser professor d'un nombre considerable de músics, i en particular de Giovanni Battista Viotti.

## Biografia
Gaetano Pugnani va néixer a Torí, ciutat on va passar la major part de la seva vida, l'any 1731, fill de Giovanni Battista Pugnani, secretari de l'oficina de la Liquidació Reial de Torí; els Pugnani eren originaris de Cumiana, municipi en el qual eren propietaris d'una masia i on de vegades tornava el músic.
Va començar a estudiar música sota la direcció de Giovanni Battista Somis i Pasquale Bini: als deu anys ja tocava a l'orquestra del Teatro Regio de Torí. Esdevingut membre de la cort reial, va ser enviat a Roma per estudiar; al seu retorn va esdevenir concertino de la Capella Reial el 1752. Algunes de les seves gires a l'estranger (París 1754, Londres 1769) li van garantir una certa reputació com a virtuós del seu instrument.
Va obtenir un gran èxit amb els Concerts espirituals i amb algunes de les seves obres, com Nanetta i Lubino, Adonis i Venus i Demetri a Rodes. La fama que va assolir com a compositor, però, mai va igualar la que va aconseguir com a virtuós.
Després de completar els seus viatges per Europa, Pugnani va ser recordat a la seva terra natal pel rei de Sardenya l'any 1770: allà va ser nomenat director de la Capella Reial. El següent nomenament, al mateix temps que l'oboista Alessandro Besozzi, va ser el del primer virtuós de la cort. També va començar a ensenyar, esdevenint professor d'un gran nombre de músics; Entre els seus alumnes hi ha Antonio Bartolomeo Bruni, Luigi Borghi, Felice Alessandro Radicati, Giovanni Battista Polledro i, en particular, Giovanni Battista Viotti.
Francmaçó, va formar part de la Lògia "Saint-Jean de la Mystérieuse" de Torí. Va morir a Torí el 1798. El seu funeral va ser modest, segons la seva petició, i el seu cos va ser traslladat al cementiri de San Pietro in Vincoli.

## Composicions i estil
Pugnani és un dels representants més significatius del període clàssic a Itàlia a mitjans del segle. La seva música de cambra es troba entre la producció de Boccherini i la de Sammartini, i en la música simfònica es basa en l'estil italià ric en teatralitat, mediat per les escoles vienesa i alemanya.
Les òperes que va escriure es van representar gairebé totes a Torí, i en tres casos (Apol·lo i Issea, Aurora i Demetrio a Rodes) van ser escrites i representades amb motiu de les noces reials de la cort de Savoia. Pugnani també va escriure un bon nombre de composicions de cambra, que avui dia, tanmateix, rarament s'executen, tot i que està en marxa un redescobriment de la seva producció. També va escriure una certa quantitat de música ocasional, i en particular marxes militars, ja que el 1786 el rei Vittorio Amedeo III de Savoia va atorgar al compositor el títol de director de música militar de l'exèrcit piemontès.
A més, algunes obres de Fritz Kreisler li van ser atribuïdes inicialment pel mateix autor, que després va revelar el seu veritable origen l'any 1935. Avui en dia, aquestes peces solen anomenar-se "a l'estil de Gaetano Pugnani" (per exemple, el famós "Preludio e allegro a l'estil de Gaetano Pugnani").

## Obres
- Concerts espirituals per a violí
- Nanetta i Lubino (1769 al His Majesty's Theatre, Londres)
- Apol·lo i Issea, per al llibret de Vittorio Amedeo Cigna-Santi (1771 al Teatro Regio de Torí)
- Aurora (1775 al Teatro Regio de Torí amb Lucrezia Agujari
- Adonis i Venus (1784 al Teatre San Carlo de Nàpols)
- Achille in Sciro, llibret de Pietro Metastasio, revisió de Vittorio Amedeo Cigna-Santi (1785 al Teatro Regio de Torí amb Luigi Marchesi)
- Demofoonte, llibret de Pietro Metastasio (1787 al Teatro Regio de Torí amb Marchesi)
- Demetrius in Rhodes (1789 al Teatro Regio de Torí amb Gertrud Elisabeth Mara i Giovanni Ansani)
- Werther (melòloga basada en l'obra homònima de J.W.Goethe)

## Música de cambra
- 6 quartets de corda
- 18 sonates per a violí i baix continu
- 6 quintets per a 2 flautes (oboès), 2 trompes adlib, 2 violins, baix continu
- 6 trios per a clavecí, violí i violoncel
- 6 sonates per a 2 violins

## Discografia
A partir dels anys 90 del segle xx, l'obra de Pugnani va començar a ser redescoberta també en el camp de la gravació. Això és gràcies sobretot a l'activitat de l'Academia Montis Regalis i de l'Ensemble Astrée (actiu des de 1991 i des de 2005 orquestra de cambra de la mateixa Academia).
- L'escola piemontesa al segle XVIII, Symphonia, 1992 (Enrico Gatti, vl.; Antonio Mosca, vlc.; Giorgio Tabacco, clavecí) Conté: Sonata per a violí i baix continu op. 6 núm. 1
- Gaetano Pugnani, Pièces a Plusieurs Parties, Ensemble L'Astrée, Symphonia, 1993. Conté: Ouverture n. 1 en re major; Obertura núm. 3 en Si major; Quintet op. 1 núm. 2 en fa major; Quintet núm. 2 en do major; Quartet núm. 3 en la major;
- Gaetano Pugnani, Ouvertures in Eight Parts, Opus 111, 1996, Academia Montis Regalis, director Luigi Mangiocavallo
- Gaetano Pugnani, Werther, Opus 111, 1998 (2 CD), Academia Montis Regalis, director Luigi Mangiocavallo
- Gaetano Pugnani, Sonatas, duetti e tii (Liana Mosca, vl.; Svetlana Fomina vl.; Quartetto Werther), Stradivarius, 1999. Conté: sonates per a violí i baix continu op. 3 no. 1; trios per a dos violins i baix continu op. 3 núms. 4 i 6; sonates per a dos violins op 4. n.6; duet per a dos violins n. 4.
- Musiques a la cour de Savoie, Orchestre des Pays de Savoie, dir. R. Goebel, viola. Guy Comentale, Calliope, 2000. Conté: Simfonia en sol major
- Gaetano Pugnani, Sonatas i trios, Ensemble L'Astrée, Stradivarius, 2005, Conté: trios per a dos violins i baix continu op. 1 núm. 1 i 6 (1754); sonates per a dos violins i baix continu op 4., nn.1 i 3 (ca. 1770); sonates per a violí i baix continu op. 5, núms. 2 i 3 (ca. 1776), )